# سنقنيب

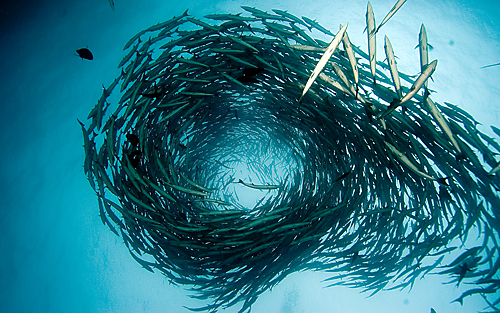
أسماك الباراكودا في منطقة سنقنيب المرجانية بالسودان.

سنقنيب جزيرة تابعة لولاية البحر الأحمر وهي عبارة عن محمية بحرية تقع على مقربة من مدينة بورتسودان في المياه الإقليمية السودانية داخل البحر الأحمر. وهي المحمية البحرية الأولى في السودان. تتميز المحمية بوجود الشعب المرجانية وما يصاحبها من وجود نباتي وحيواني من أسماك وأحياء بحرية أخرى. تقرر أن تصبح محمية كان بقرار تاريخه (1 يناير 1990).
وهي جزيرة تمتد من الشمال إلي الجنوب بطول 6 كم وعرضها 2 كم وتشمل ثلاث بحيرات داخلية مما يخلق بيئات نباتية وحيوانية متعددة. وهي الجزيرة الوحيدة بالبحر الأحمر التي تكتمل فيها دائرة الشعب المرجانية «أتول».
تتولى المحافظة عليها قوات خاصة مدربة تتبع الشرطة السودانية.
يوجد بمحمية سنقنيب البحرية حوالي 124 مجموعة من الشعب. كما يتواجد بها تمثيل لكل عائلات الحيوانات الرخويات الثابتة والمتحركة وتتمثل بها الشوكيات تمثيل جيد وكذلك الأسماك حيث يوجد بالمحمية "3" أنواع من سمك القرش، ويزور المحمية لفترات مختلفة الحوت أبو علم والدولفين كما تتواجد بها السلاحف البحرية.

## وصلات خارجية
- صحيفة الصحافة - البحر الأحمر.. ذلكم الكنز العظيم